# Buchenberg
Buchenberg è un comune tedesco di 4 277 abitanti, situato nel land della Baviera.